# Salo Fiszgrund
Salo Fiszgrund (ur. 7 września 1893 w Suwałkach, zm. 1971) – polski polityk, związany z żydowską partią robotniczą Bund.

## Życiorys
W okresie dwudziestolecia międzywojennego działacz Bundu w Krakowie, po wybuchu II wojny światowej przebywał w getcie warszawskim, gdzie współpracował między innymi z Abraszą Blumem i Leonem Feinerem, był aktywistą ŻKN. Uczestniczył w powstaniu w getcie warszawskim, jako bojowiec ŻOB-u, a następnie w powstaniu warszawskim. Razem z Markiem Edelmanem i Leonem Fajnerem, członek konspiracyjnego KC Bundu, gdzie pełnił funkcję sekretarza. 
Po kapitulacji powstania warszawskiego wraz z grupą żydowskich powstańców ukrywał się w bunkrze przy ul. Promyka 43 na Żoliborzu. 15 listopada 1944 zostali oni ewakuowani przez ekipę zorganizowaną przez personel szpitala Polskiego Czerwonego Krzyża z Boernerowa.
Był autorem relacji dotyczącej żydowskiego ruchu oporu w Warszawie w okresie okupacji. Jeden z czołowych polityków Bundu w okresie powojennym. Współpracował z PPR i przeprowadzał akcję samorozwiązania Bundu w Polsce. W 1949 wstąpił do PZPR. Był działaczem Towarzystwa Społeczno-Kulturalnego Żydów w Polsce, a w latach 1945–1949  sekretarzem generalnym Centralnego Komitetu Bundu. 
Po 1968 wyemigrował do Izraela, gdzie zmarł.

## Wybrane odznaczenia
- Krzyż Kawalerski Orderu Odrodzenia Polski (1948)[4].